# Atari Denver
Atari Denver es una Placa de arcade creada por Atari destinada a los salones arcade.

## Descripción
El Atari Denver fue lanzada por Atari en 1999.
El sistema tenía un procesador MIPS RM5000, tarjeta gráfica 3DFX y sonido DCS Sound System.
En esta placa funcionaron tres títulos, básicamente es el mismo juego pero con 2 expansiones/versiones.

## Especificaciones técnicas

### Procesador
- MIPS RM7000

### Tarjeta gráfica
- 3DFX Voodoo 3 Chipset.
  - Textured 3D, all normal 3DFX Voodoo 3 features.

### Audio
- DCS Sound System

## Lista de videojuegos
- San Francisco Rush 2049
- San Francisco Rush 2049 Special Edition
- San Francisco Rush 2049 TE